# Dieter Nürnberg
Dieter Nürnberg (* 24. September 1952 in Neuruppin) ist ein deutscher Arzt und Hochschullehrer. Seit dem 28. Oktober 2014 ist er Gründungsdekan der Medizinischen Hochschule Brandenburg. Er war Chefarzt der Medizinischen Klinik B mit dem Schwerpunkt Gastroenterologie an den Ruppiner Kliniken.

## Werdegang
Dieter Nürnberg legte 1971 in Neuruppin sein Abitur ab. Nach dem Wehrdienst studierte er von 1973 bis 1979 Humanmedizin an der Humboldt-Universität in Berlin. Es folgte von 1979 bis 1984 die Facharztweiterbildung im Fach Innere Medizin am Bezirkskrankenhaus Neuruppin. Ab 1985 hospitierte er an der Berliner Charité. 1986 wurde Nürnberg zum Oberarzt für Gastroenterologie und 1991 zum Chefarzt für Gastroenterologie/Onkologie an der Medizinischen Klinik B in Neuruppin ernannt. Von 1998 bis 2008 war er zusätzlich Chefarzt für Geriatrie an den Ruppiner Kliniken. 1999 war er Mitgründer des Ruppiner Hospizvereins und damit Mitinitiator zur Gründung eines Hospizes an den Ruppiner Kliniken. 2008 wurde er zum außerplanmäßigen Professor für Innere Medizin an der Universität Rostock ernannt. Im Rahmen der Gründung der Medizinischen Hochschule Brandenburg war er einer der wichtigsten Organisatoren des Projektes und wurde am 28. Oktober 2014, dem Datum der Hochschulgründung, zu deren erstem Dekan ernannt. Mit ihm bilden die Prodekane Wilfried Pommerien und René Mantke die dreiköpfige Hochschulleitung. Am 31. August 2016 beendete er seine Tätigkeit als Dekan, bleibt jedoch weiterhin als Professor für Gastroenterologie an der MHB.

## Akademische Abschlüsse
- 1979 Hochschulabschluss Diplom-Mediziner, Humboldt-Universität Berlin
- 1980 Promotion zum Dr. med., Humboldt-Universität Berlin (Titel der Dissertation: Bedeutung unreifer Zellen der Spermiogenesereihe im Ejakulat für die Fertilitätsdiagnostik.)
- 1994 Habilitation zum Dr. med. habil., Universität Rostock (Titel der Habilitationsarbeit: Prävalenz der Cholelithiasis. Epidemiologische Studie mit Hilfe der Ultraschalltomographie in zwei Städten des Landes Brandenburg.)[5]

## Schriften (Auswahl)
- Peritoneal Cavity und Adrenal Glands, in Differential Diagnosis in Ultrasound Imaging: A Teaching Atlas, Thieme, 2014, ISBN 978-3-13-131892-3
- als Herausgeber und Autor mit Günter Schmidt, Lucas Greiner: Sonografische Differenzialdiagnose: Lehratlas zur systematischen Bildanalyse mit über 2800 Bildbeispielen, Thieme, 2013, ISBN 978-3-13-126143-4
- als Herausgeber und Autor mit Christoph Frank Dietrich: Interventioneller Ultraschall: Lehrbuch und Atlas für die Interventionelle Sonografie, Thieme, 2011, ISBN 978-3-13-131131-3